# Pomniki w Grodzisku Mazowieckim
Pomniki w Grodzisku Mazowieckim – lista pomników oraz miejsc pamięci znajdujących się na terenie miasta Grodziska Mazowieckiego.
| Nazwa                                                                | Zdjęcie | Typ                            | Lokalizacja                                                          | Data odsłonięcia                          | Autor                    |
| -------------------------------------------------------------------- | ------- | ------------------------------ | -------------------------------------------------------------------- | ----------------------------------------- | ------------------------ |
| Pomnik Józefa Chełmońskiego                                          |         | posąg                          | ul. 11 Listopada, okolice stacji kolejowej                           | 10 września 2006                          | Marian Konieczny         |
| Pomnik Leonida Teligi                                                |         | posąg                          | wysepka na Stawach Goliana                                           | 2 października 2017                       |                          |
| Pomnik Wolności i Zwycięstwa                                         |         | obelisk                        | Plac Wolności                                                        | 1919, 1984 (odbudowano)                   |                          |
| Pomnik Kolejarza                                                     |         | posąg                          | ul. 1 Maja, przed budynkiem dworca kolejowego                        | 15 czerwca 2015                           | Wojciech Gryniewicz      |
| Popiersie ks. Mariana Tokarzewskiego                                 |         | popiersie                      | ul. Łączna 1, teren Kościoła Przemienienia Pańskiego                 |                                           |                          |
| Pomnik ofiar egzekucji z 20 września 1939                            |         | kamień pamiątkowy, tablica     | ul. Żyrardowska, okolice byłej garbarni „Natalin”                    | 1970 (kamień), 19 września 2019 (tablica) | Tadeusz Nowak            |
| Pomnik ku pamięci grodziskich Żydów                                  |         | obelisk                        | róg ul. 17 Stycznia i Obrońców Getta, miejsce po dawnej synagodze    | 17 lutego 2016                            |                          |
| Miejsce pamięci nauczycieli zamordowanych podczas II wojny światowej |         | tablica                        | róg ul. Lecha Zondka i Tadeusza Kościuszki                           | 15 maja 1985                              |                          |
| Pomnik „Miejsce Straceń”                                             |         | tablica                        | Plac Wolności                                                        | 25 września 1966                          | Czesław Piwowarczyk      |
| Pomnik Żołnierzy wyklętych                                           |         | tablica                        | róg ul. Montwiłła i Radońskiej, teren cmentarza parafialnego         | 1 września 2013                           |                          |
| Pomnik żołnierzy poległych podczas kampanii wrześniowej              |         | mogiła zbiorowa                | teren cmentarza parafialnego, okolice wejścia przy ul. Radońskiej    |                                           |                          |
| Pomnik Dęby Pamięci – Katyń 1940                                     |         | kamień pamiątkowy              | teren Kościoła Przemienienia Pańskiego                               | 10 maja 2013                              |                          |
| Kamień Leopolda Okulickiego                                          |         | kamień pamiątkowy              | brama parku im. hr. Skarbków, róg ulic 3 Maja i Leopolda Okulickiego | 20 grudnia 1990                           |                          |
| Totem zwierząt                                                       |         | rzeźba, instalacja artystyczna | Stawy Walczewskiego                                                  | 2021                                      | Andrzej „Andre” Zawadzki |